# Судейская осведомлённость
Судейская осведомлённость (англ. judicial notice) — это юридическая доктрина, которая упрощает установление общеизвестных фактов в судебных процессах. Она возникла в 1824 году в рамках общего права и направлена на ускорение и повышение эффективности судебных разбирательств. Суть доктрины в том, что некоторые факты настолько очевидны и достоверны, что их нет необходимости доказывать, чтобы не тратить время и ресурсы сторон.
Такие факты либо широко известны, либо легко подтверждаются минимальными усилиями со стороны суда. Это делает процедуру рациональнее, особенно когда доказывание очевидных вещей стало бы бессмысленным или слишком затратным. Основным критерием применения доктрины является неоспоримость и проверяемость факта, который охватывает аспекты, связанные с общечеловеческими знаниями в областях науки, истории, языка и других сферах.

## Судейская осведомлённость в законодательстве разных стран
В англосаксонской правовой системе Правила гражданского судопроизводства Англии (1998), Федеральные правила гражданского судопроизводства США (1938) и Федеральные правила доказывания США (1975) предусматривают судейскую осведомленность как одно из возможных оснований освобождения от доказывания. Судьи обычно используют в качестве источников для определения таких фактов правительственные документы, словари, энциклопедии, географические карты и т. п.
Наиболее детальное регулирование института судейской осведомленности заложено в Федеральных правилах доказывания США. Главные признаки для принятия судейской осведомленности: факт признаётся бесспорным, если либо он общеизвестен на территории действия суда, либо его можно установить быстро и достоверно путем обращения к источнику, чья точность не вызывает разумных сомнений. Аналогичные признаки установлены разделом 144 главы 4 «Закона о доказательствах» 1995 года штата Новый Южный Уэльс в Австралии.
В российском гражданском процессуальном законодательстве освобождение от доказывания фактов предусмотрено частью 1 статьи 61 Гражданского процессуального кодекса Российской Федерации. Общеизвестными фактами в смысле указанной статьи ГПК являются обстоятельства реальной действительности, известные как широкому кругу лиц, так и суду, рассматривающему конкретное дело, и признанные им таковыми в соответствии с ч. 1 статьи 61 ГПК.
Одним из известных случаев применения судейской осведомлённости стало решение 9 октября 1981 года по делу Мермельштейн против Института пересмотра истории, что летом 1944 года евреев убивали отравляющим газом в Освенциме.

## Категории фактов, не требующих доказывания
В правоприменительной практике были систематизированы категории фактов, которые могут приниматься в рамках концепции судейской осведомленности:
- Географические факты.
- Научные факты.
- Исторические факты.
- Местные факты.
- Общеизвестные факты.

Последняя категория является наиболее расплывчатой и суды принимали разные решения по этой категории. В частности, в 1996 году суд в Колорадо посчитал общеизвестным факт, что «мальчики иногда падают с велосипедов». Этой категорией многие суды пользовались, чтобы принять без доказывания опьяняющие свойства алкоголя. Иногда такие решения принимались для необоснованного сведения от общего к частному.